# Werner Bleuler
Werner Bleuler (* 4. April 1886 in Wipkingen; † 20. Oktober 1928 in Zürich) war ein Schweizer Ökonom.

## Leben
Bleuler entstammte einem alten Küsnachter Geschlecht. Er war Sohn des Mechanikers Hans Jakob Bleuler und der Maria Luisa Kaiser. Nach dem Gymnasium in Zürich studierte er Nationalökonomie an der Universität Zürich. 1908 unterrichtete er an der Handelsschule in Zürich. Im Jahr 1911 promovierte Bleuler bei Gottlieb Bachmann. 1917 heiratete er Elsa Christen. 
Praxiserfahrungen sammelte Bleuler im Eidgenössischen Volkswirtschaftsdepartement (EVD), dessen Generalsekretär er von 1918 bis 1920 war. Im Jahr 1920 wurde er als ordentlicher Professor für Nationalökonomie und Privatwirtschaftslehre an die Universität Zürich berufen, wo er bis zu seinem Tod wirkte. Seine Antrittsvorlesung hielt er am 22. Oktober 1921 zum Thema «Valutakrisis und Export». Bleulers wichtigste Werke befassen sich mit Bank-, Börsen- und Währungsproblemen, wobei der aufstrebende Finanz- und Börsenplatz Zürich sein Spezialgebiet war.

## Werke (Auswahl)
- Die Organisation der Zürcher Effektenbörse und der Entwurf zum neuen Börsengesetz. Zürich 1911 (ZBZOnline).
- Die Bank in Zürich 1836–1906. Zürich 1913 (ZBZOnline).
- Valutakrisis und Export : Antrittsrede gehalten a. d. Universität Zürich am 22. Oktober 1921. s. l. 1921 (ZBZOnline).
- Studien über Aussenhandel und Handelspolitik der Schweiz. Zürich 1929 (ZBZOnline).